# Agra Fort (nádraží)
Agra Fort (hindsky आगरा फ़ोर्टh, zkr. v indické železniční síti AF) je nádraží v indickém městě Ágra. Nachází se v samotném centru města, blízko pevnosti, podle níž je pojmenovaná, řeky Jamuny a vedle hlavní mešity. Slouží de facto jako hlavní nádraží pro milionové město. Nádraží administrativně spadá pod North Central Railway. 
Nádraží denně odbaví 87 tisíc cestujících. Návaznou dopravu do města zajišťují pouze taxíky nebo rikšy, případně tuk-tuk. 
Stanice má čtyři krytá nástupiště, která jsou přístupná nadchodem. Ze stanice je přímý výstup ke středu města.

## Historie
Na místě současného nádraží se v minulosti nacházelo nádvoří přilehlé mešity Džama Masdžíd. To bylo zbořeno v roce 1857 po Velkém indickém povstání. Na uvolněném prostranství bylo na počátku 70. let 19. století vybudováno nádraží, které vzniklo jako jedno z prvních v Indii. Nacházela se v něm první pobočka pošty v Ágře. Stanice sloužila pro dráhu s metrovým rozchodem Rádžputánské státní železnice, která směřovalo do Dillí a Bandikui. Později byla dráha přerozchodována, poslední úseky byly dokončeny v roce 2005. V současné době jsou všechny koleje na tomto nádraží v indickém rozchodu 1676 mm. 
Nádraží bylo elektrifikováno v souvislosti s úpravou souvisejících tratí v 80. letech 20. století. 
Staniční budova v nápadných barvách byla zbudována ve stylu britské koloniální architektury. V současné době je objekt nádraží evidován na seznamu kulturního dědictví v rámci indických drah.
V souvislosti s problematikou přemnožení opic v Ágře, především Makaka rhesus, je tímto faktorem postižena i stanice Agra Fort. Tyto opice mají odstrašovat hulmani, kteří jsou drženi na jistých místech na nádraží. Důvodem pro šíření makaků jsou zbytky potravin, které na nádraží zanechávají cestující.
V roce 2020 bylo rozhodnuto o výstavbě rychlodráhy v Ágře, která by měla procházet i touto stanicí.